# Jerry Spagnoli
Jerry Spagnoli (* 1956 in New York City) ist ein amerikanischer Konzeptkünstler, der als moderner Daguerreotypist bekannt geworden ist.
Er begann 1991 in dieser alten Technik zu arbeiten. Ab 1994 arbeitete er in San Francisco, 1995 begann seine Werkreihe The Last Great Daguerreian Survey of the 20th Century, die er 1998 an der Ostküste fortsetzte.
Dieses Projekt umfasst Stadtlandschaften und Abbildungen historischer Momente, den Trauerzug nach dem Flugunfalltod von John F. Kennedy jr., der Neujahrsnacht 1999/2000 auf dem Times Square und vor allem 9/11.
Spagnoli ist ein führender Vertreter der modernen Daguerreotypie in den USA. Seine Zusammenarbeit mit Chuck Close (Porträts und Akte) machte ihn bekannt.
Spagnoli benutzt unterschiedliche Eigenschaften der Photographie für seine Arbeit. In den Photomicrographien zeigt er wie ausschnitthafte Aufnahmen von Personen, aus zu großer Entfernung aufgenommen und so oft vergrößert, dass Details nicht mehr sichtbar sind, trotzdem noch als Menschen erkennbar sind. In seinen Pantheon Farbfotografien mit einer Lochkamera steht die Sonne in der Mitte jeder Aufnahme. Aus dieser Arbeit entwickelten sich die quasi-dokumentarischen Ortsgeschichten, in denen er die Sonne mit einem Superweitwinkelobjektiv aufnahm. Spagnoli sagt selbst von sich, dass er sein Sujet, das Alltägliche, mit Hilfe der historischen Fototechnik verrätseln wolle.

## Sammlungen
- The Whitney Museum of American Art, New York, NY
- The National Portrait Gallery, Washington DC
- The Chrysler Museum, Norfolk, VA
- The Fogg Museum, Boston, MA
- The High Museum, Atlanta, GA
- The Museum of Fine Arts, Boston MA
- The Museum of Modern Art, New York, NY
- Nelson-Atkins Museum of Art, Kansas City, MO
- The Art Institute of Chicago, Chicago, IL
- The Oakland Museum, Oakland, CA
- The New York Historical Society, New York, NY
- The Museum of the City of New York, New York, NY
- The Cleveland Museum, Cleveland, OH
- Musee Carnavalet, Paris, France

## Bücher
- Daguerreotypes. Steidl, Göttingen, 2006.
- American Dreaming. Steidl, Göttingen 2010, ISBN 978-3-86930-307-9.
- Regard. Steidl, Göttingen 2019, ISBN 978-3-95829-239-0.

In Zusammenarbeit mit Chuck Close
- A Couple of Ways of Doing Something, Chuck Close and Bob Holman. Aperture, New York, 2006.
- Demetrio Paparoni: Chuck Close: Daguerreotypes. Alberico Cetti Serbelloni Editor, 2002.

Zusätzliche Literatur
- Flesh and Spirit: The Photomicrographs of Jerry Spagnoli. In: The Journal of Contemporary Photography. Band VI, 2004.
- Lyle Rexer: Photography’s Antiquarian Avant-Garde. Abrams, 2002.
- John Wood: Passed, Passing or to Come: The Conceptual Songs of Jerry Spagnoli. In: John Wood: The Photographic Art. University of Iowa Press, 1997, S. 69–73.